# Maxillipius rectitelson
Maxillipius rectitelson is een vlokreeftensoort uit de familie van de Maxillipiidae. De wetenschappelijke naam van de soort is voor het eerst geldig gepubliceerd in 1973 door Ledoyer.